# 小行星18996
小行星18996(18996 Torasan)是一顆位在主小行星帶外緣的小行星，於2000年9月4日由渡邊和郎在北海道札幌市發現。
該小行星以日本的電影作品男人真命苦的主角，外號「瘋瘋癲癲的阿寅」的車寅次郎命名。

## 外部連結
- JPL Small-Body Database Browser on 18996 Torasan （页面存档备份，存于）
- 雑記帳：小惑星に「寅さん」命名